# 勐冒縣
勐冒縣，是緬甸佤邦下轄的一個縣，位於佤邦的北部，縣政府設於公明山区新地方街道乡。

## 县名释义
勐冒，旧作“勐茅”、“勐卯”，來自撣語，「勐」即「地方」，「冒」即「新」，漢語意译為「新地方」，因此勐冒县城驻地中文名为「新地方街」。

## 地理
勐冒縣位於緬甸與中國交界的山區，東與中國的澜沧县、西盟县接壤，南隔南南河與勐能县相望，西與當陽、萊莫地區隔薩爾溫江相望，西北與戶板地區和南鄧特區相連，北與中國的滄源縣接壤。全縣面積約3500平方公里，人口284585人。勐冒縣全境多為山地，地勢東高西低，山脈走向為東北西南向，最高為2489米的公明山，最低為420米的薩爾溫江與南南河交匯處。

## 歷史
古代勐角董土司罕朝瑨为了进一步扩充辖区，在征得阿佤山17个部落首领的同意后，派遣召墩监率领勐董地区的30多户傣族以及永和地区的10多户佤族共同开发今勐冒地区，也因此而得名。中國國民黨於1950年代在此駐紮。
1967年因中緬交惡，中共對緬甸進行革命輸出。1968年佤族趙尼來率游擊隊加入緬共。1971年，緬共攻取勐冒。1972年8月1日，成立北佤县（‘ဝ’မြောက်ခရိုင်）。1989年4月，佤邦脱离缅共后，仍设立北佤县。
1991年2月25日，佤邦以孟联区设立南邓特区，由佤邦中央直辖。
1992年4月12日，佤邦以王冷区2个乡、昆马区4个乡、岩城区1个乡析设龙潭特区，由佤邦中央直辖。
1994年12月，北佤县更名为勐冒县。
1996年7月，勐冒县以集贸市场落成为契机，将县政府机关迁至市场周边，并设立新地方街道管委会，由勐冒县直辖。
2008年1月1日，龙潭特区改为龙潭区，划归勐冒县管辖。
2024年6月10日，佤邦设立富邦县，纳威区划归富邦县管辖。
2024年12月27日，新地方街道划归公明山区管辖，并改设为新地方街道乡。

## 行政区划
勐冒县下辖10个区：
- 公明山区（Veng' Moeg Nu'）：新地方街道乡、农曼乡、大寨乡
- 岩城区（Veng' Cawng' Miang'）：浦克乡、帕不隆乡、永来乡
- 营盘区（Veng' Kawn Mau）：龙更乡、巴格地乡、纳盘乡
- 格龙坝区（Veng' Klawng Pa）：梅布牢乡、高龙乡
- 曼东区（Veng' Man Ton）：永耍乡、曼东乡
- 联合区（Veng' Moeg Raix）：中农乡
- 龙潭区（Veng' Nhawng Ngik）：永邦乡、合平乡、石龙乡
- 邦外区（Veng' Pang Vai'）：龙得乡、永莫乡、东嘎乡
- 栋玛区（Veng' Taoh' Mie'）[14]：到绍乡、洋来乡
- 王冷区（Veng' Yaong Leen'）：农东乡

## 军事
在该地区驻防的部队为318旅。

## 政治
| 机构 | 佤邦联合党 勐冒县委员会书记 | 勐冒县人民政府 县长 | 佤邦政治协商会议 勐冒县委员会主席 |
| ---- | --------------------------- | ------------------- | --------------------------------- |
| 姓名 | 鲍艾诞                      | 李俄南              |                                   |
| 民族 |                             |                     |                                   |

## 民族
勐冒县有佤族、傣族、拉祜族、汉族、景颇族、傈僳族、苗族、缅族等8个民族，佤族占全县总人口的95%。